# Metaniphargus venezolanus
Metaniphargus venezolanus is een vlokreeftensoort uit de familie van de Hadziidae. De wetenschappelijke naam van de soort is voor het eerst geldig gepubliceerd in 1983 door stock & Botosaneanu.